# Rio Adda
O rio Adda é um rio italiano afluente do rio Pó onde chega após formar o Lago Como e percorre a região da Lombardia na Itália setentrional. Os principais afluentes do Adda são o Brembo e o Serio.
Antigamente chamado Addua; nasce nos Alpes Réticos.

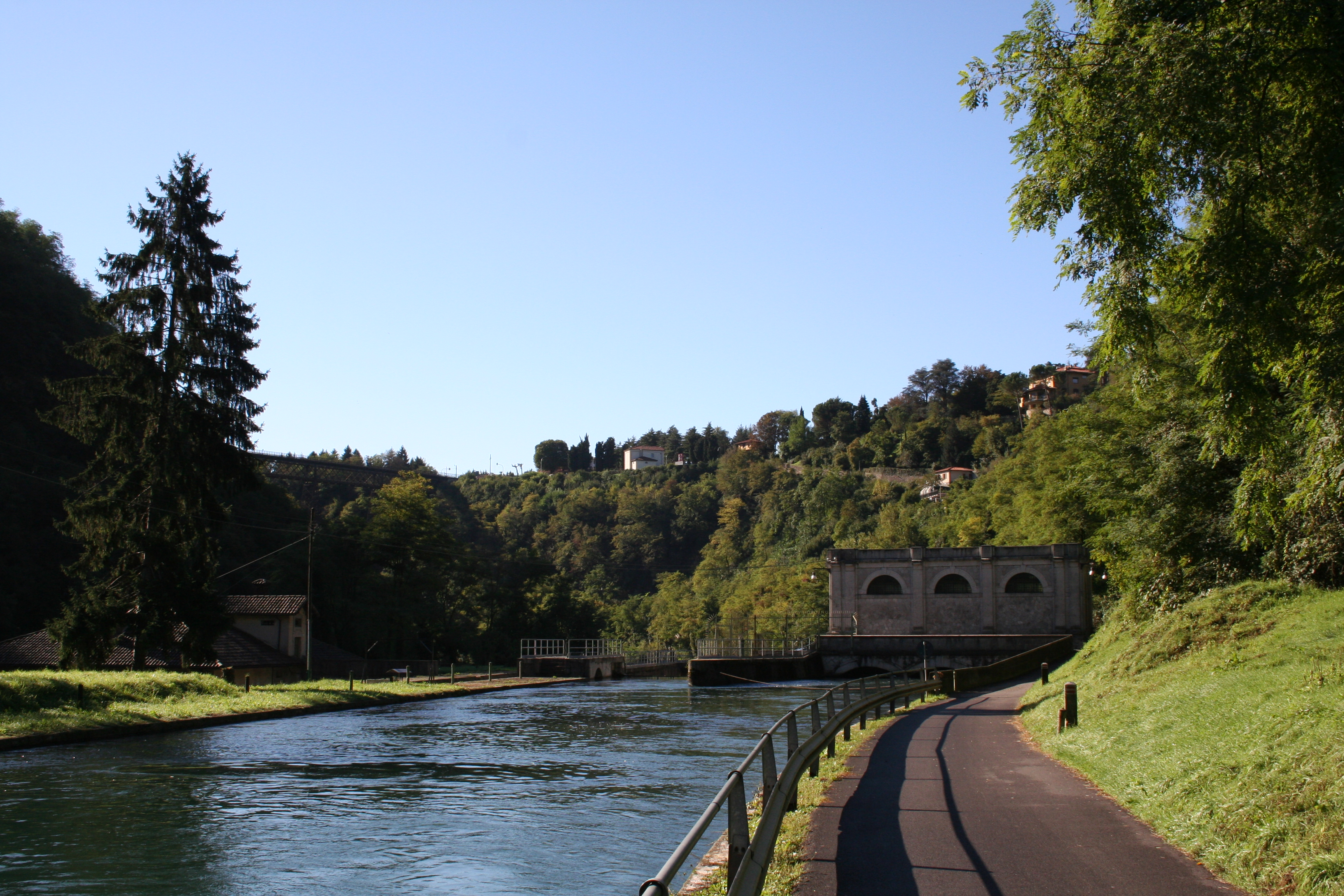
O rio Adda.